# Linia kolejowa nr 537
Linia kolejowa nr 537 – pierwszorzędna, zelektryfikowana, jednotorowa linia kolejowa łącząca posterunek odgałęźny Żakowice Południowe ze stacją Słotwiny.